# Varazdat Lalayan
Varazdat Lalayan (en armenio: Վարազդատ Լալայան; Guiumri, 1 de mayo de 1999) es un deportista armenio que compite en halterofilia.
Participó en los Juegos Olímpicos de París 2024, obteniendo una medalla de plata en la categoría de +102 kg.
Ganó cuatro medallas en el Campeonato Mundial de Halterofilia entre los años 2021 y 2024, y cinco medallas en el Campeonato Europeo de Halterofilia entre los años 2021 y  2025.

## Palmarés internacional
| Juegos Olímpicos   | Juegos Olímpicos      | Juegos Olímpicos  | Juegos Olímpicos |
| Año                | Lugar                 | Medalla           | Categoría        |
| ------------------ | --------------------- | ----------------- | ---------------- |
| 2024               | París (Francia)       | Medalla de plata  | +102 kg          |
| Campeonato Mundial |                       |                   |                  |
| Año                | Lugar                 | Medalla           | Categoría        |
| 2021               | Taskent (Uzbekistán)  | Medalla de plata  | +109 kg          |
| 2022               | Bogotá (Colombia)     | Medalla de bronce | +109 kg          |
| 2023               | Riad (Arabia Saudita) | Medalla de plata  | +109 kg          |
| 2024               | Manama (Baréin)       | Medalla de oro    | +109 kg          |
| Campeonato Europeo |                       |                   |                  |
| Año                | Lugar                 | Medalla           | Categoría        |
| 2021               | Moscú (Rusia)         | Medalla de bronce | +109 kg          |
| 2022               | Tirana (Albania)      | Medalla de plata  | +109 kg          |
| 2023               | Ereván (Armenia)      | Medalla de plata  | +109 kg          |
| 2024               | Sofía (Bulgaria)      | Medalla de oro    | +109 kg          |
| 2025               | Chisináu (Moldavia)   | Medalla de oro    | +109 kg          |